# Oliver Abildgaard
Oliver Abildgaard Nielsen (født 10. juni 1996) er en dansk fodboldspiller der spiller for Pisa SC, udlejet fraComo.

## Karriere
Han skiftede i en alder af ti år fra Aalborg Freja til samarbejdsklubben AaB.

### AaB
Abildgaard blev flyttet til klubbens førstehold i sommeren 2015 sammen med Asger Bust og Jannik Pohl fra klubbens U/19-hold.
Den 20. juli 2015 fik Abildgaard sin førsteholdsdebut hjemme mod Esbjerg i en alder af 19 år. Abildgaard startede inde og begik et straffespark hvilket gav Esbjerg en føring, men scorede selv det udlignende mål i anden halvleg. Kampen endte 1-1.
Den 9. september 2015 fik Abildgaard sin debut i DBU Pokalen, da han startede inde mod lokalrivalerne fra Vendsyssel FF, en kamp som AaB vandt 2-0. Dagen efter blev det offentliggjort, at Abildgaard havde skrevet under på en fireårig forlængelse med AaB, således aftalen nu løber frem til den 20. juni 2019. Han spillede i sin første sæson 14 kampe i Superligaen, hvoraf de syv var fra start.

## Rubin Kasan
I begyndelsen af februar 2020 blev Abildgaard udlejet til russiske Rubin Kazan for resten af foråret. I lejemålet indgik en købsmulighed, hvilket klubben udnyttede, så i sommeren 2020 fik han en fireårig kontrakt.

## Landsholdskarriere
Han fik sin debut i landsholdssammenhæng for Danmarks U/18-fodboldlandshold den 26. maj 2014 mod Aspire Academys U18-hold i en uofficiel landskamp.